# Lahonce
Lahonce (en euskera: Lehuntze, en occitano: Lahonça) es una localidad y comuna francesa situada en el departamento de Pirineos Atlánticos, en la región de Aquitania y el territorio histórico vascofrancés de Labort. 
Lahonce limita al norte con Tarnos y Saint-Martin-de-Seignanx, del departamento de Landas, al este con Urcuit, al oeste con Bayonne y al sur con Mouguerre.

## Heráldica
De azur, sembrado de flores de lis de oro; brochante sobre el todo dos llaves del mismo metal puestas en sotuer.

## Demografía
| Gráfica de evolución demográfica de Lahonce entre 1800 y 2012 |
|                                                               |

Fuentes: Ldh/EHESS/Cassini e INSEE.